# Андон Самоковлийски
Андон Самоковлийски е български политически и обществен деец.

## Биография
Роден е в гр. Самоков през 1853 г., но коренът на фамилията му е от с. Извор, Босилеградско. След Кримската война баща му Димитър Стоилков се заселва в Кюстендил, където Андон учи при известните учители патриоти Димитър Друмохарски и Михаил Буботинов. После заедно с четиримата си братя се занимава с джелепчилък – изкупуване на добитък през лятото, а през есента продажба из обширния османски пазар, предимно в Цариград. Този занаят му създава многобройни контакти с населението от Краището, които той по-късно използва в своята политическа дейност.
Продължава търговската дейност и след Освобождението, увличайки се от политическите борби като симпатизира на либералите-русофили на Драган Цанков. Три пъти е избиран за депутат в IV, VIII и XII обикновено народно събрание, като при първото му избиране в IV народно събрание изборът му е касиран и той е заместен от Тодор Иванчов.
Андон Самоковлийски е кмет на Кюстендил от 1 март до 20 ноември 1884 г., по-малко от 9 месеца. Умира през 1905 г.